# السيد فهمي
لواء شرطة السيد حسين فهمي (1922 - 1989) هو وزير الداخلية المصري من 16 أبريل 1975 حتي 2 فبراير 1977، في عهد الرئيس محمد أنور السادات، أقيل عقب مظاهرات سميت بانتفاضة الخبز بين 18 و19 يناير سنة 1977 والتي خرج فيها الآلاف من المواطنين احتجاجا على رفع أسعار بعض السلع التموينية، وهي التي أطلق عليها السادات «انتفاضة الحرامية».

## حياته
السيد حسين فهمي ولد سنة 1922 في مركز منوف بمحافظة المنوفية، تخرج من كلية الشرطة المصرية سنة 1943، تدرج في المناصب ،ورقي إلي درجة لواء شرطة، تولي منصب وزير الداخلية في 16 أبريل سنة 1975 حتى 5 فبراير سنة 1977، ثم مدير الإدارة العامة لمباحث أمن الدولة.

## إقالته
حدثت انتفاضة الخبز في فترة السبعينيات من القرن العشرين بين 18 و 19 من شهر يناير سنة 1977، التي فوجئ بها الرئيس محمد أنور السادات أثناء تواجده في أسوان، اندلعت تلك المظاهرات على خلفية رفع الأسعار، وكان اللواء السيد فهمي هو وزير الداخلية وقتها خلفا لممدوح سالم، ومع حدة هذه المظاهرات قرر الرئيس السادات التراجع عن القرارات الاقتصادية التي أقرها وقتها عبد المنعم القيسوني وزير المالية.
وبالرغم من هذا التراجع، إلا أن الرئيس السادات قام بتغييرات في الطاقم الوزاري، وكان فهمي ضمن الوزراء الذين اقيلوا وخرجوا، لفشله في التعامل الأمني مع المظاهرات، التي انتهت باعتقال المئات من الكوادر اليسارية سواء كانت الموجودة في حزب التجمع، أو تلك الموجودة خارجه.
| المناصب السياسية | المناصب السياسية                                     | المناصب السياسية    |
| ---------------- | ---------------------------------------------------- | ------------------- |
| سبقه ممدوح سالم  | وزير الداخلية المصري 16 أبريل 1975 إلي 5 فبراير 1977 | تبعه النبوي إسماعيل |